# Geoffrey Unsworth
Geoffrey Unsworth (Atherton, 26 maggio 1914 – Parigi, 28 ottobre 1978) è stato un direttore della fotografia britannico.
Vinse due Oscar alla migliore fotografia: nel 1973 per Cabaret e nel 1981 per Tess. Vinse, inoltre, 5 BAFTA alla migliore fotografia: nel 1965 per Becket e il suo re, nel 1968 per 2001: Odissea nello spazio, nel 1972 per Cabaret e Le avventure di Alice nel Paese delle Meraviglie, nel 1977 per Quell'ultimo ponte, nel 1981 per Tess.

## Filmografia
- Il principe Azim (The Drum), regia di Zoltán Korda (1938)
- La tragedia del capitano Scott (Scott of the Anctartic), regia di Charles Frend (1948)
- Stirpe dannata (Blanche Fury), regia di Marc Allégret (1948)
- Incantesimo nei mari del sud (The Blue Lagoon), regia di Frank Launder (1949)
- Il ragno e la mosca (The Spider and the Fly), regia di Robert Hamer (1949)
- Trio, regia di Ken Annakin e Harold French (1950)
- Sangue bianco (The Planter's Wife), regia di Ken Annakin (1952)
- Appuntamento col destino (Turn the Key Softly), regia di Jack Lee (1953)
- La spada e la rosa (The Sword and the Rose), regia di Ken Annakin (1953)
- Il forestiero (The Million Pound Note), regia di Ronald Neame (1954)
- Pianura rossa (The Purple Plain), regia di Robert Parrish (1954)
- Simba, regia di Brian Desmond Hurst (1955)
- Il cargo della violenza (Passage Home), regia di Roy Ward Baker (1955)
- Febbre bionda (Value for Money), regia di Ken Annakin (1955)
- La mia vita comincia in Malesia (A Town Like Alice), regia di Jack Lee (1956)
- I piloti dell'inferno (Hell Drivers), regia di Cy Endfield (1957)
- All'ombra della ghigliottina (Dangerous Exile), regia di Brian Desmond Hurst (1957)
- Titanic, latitudine 41 nord (A Night to Remember), regia di Roy Ward Baker (1958)
- Frontiera a Nord-Ovest (North West Frontier), regia di J. Lee Thompson (1959)
- Il mondo di Suzie Wong (The World of Suzie Wong), regia di Richard Quine (1960)
- L'eroe di Sparta (The 300 Spartans), regia di Rudolph Maté (1962)
- Becket e il suo re (Becket), regia di Peter Glenville (1964)
- Gengis Khan il conquistatore (Genghis Khan), regia di Henry Levin (1965)
- Otello (Othello), regia di Patrick Barton, Stuart Burge e John Dexter (1965)
- 2001: Odissea nello spazio (2001: A Space Odyssey), regia di Stanley Kubrick (1968)
- Assassination Bureau (The Assassination Bureau), regia di Basil Dearden (1969)
- Le incredibili avventure del signor Grand col complesso del miliardo e il pallino della truffa (The Magic Christian), regia di Joseph McGrath (1969)
- Cromwell, regia di Ken Hughes (1970)
- Il ragazzo e la quarantenne (Say Hello to Yesterday), regia di Alvin Rakoff (1971)
- Morte di un professore (Unman, Wittering and Zigo), regia di John Mackenzie (1971)
- Cabaret, regia di Bob Fosse (1972)
- Le avventure di Alice nel Paese delle Meraviglie (Alice's Adventures in Wonderland), regia di William Sterling (1972)
- Amore, dolore e allegria (Love and Pain and the Whole Damn Thing), regia di Alan J. Pakula (1973)
- E se oggi... fosse già domani? (Voices), regia di Kevin Billington (1973)
- Zardoz, regia di John Boorman (1974)
- Progetto micidiale (The Internecine Project), regia di Ken Hughes (1974)
- Assassinio sull'Orient Express (Murder on the Orient Express), regia di Sidney Lumet (1974)
- La Pantera Rosa colpisce ancora (The Return of the Pink Panther), regia di Blake Edwards (1975)
- Royal Flash - L'eroico fifone (Royal Flash), regia di Richard Lester (1975)
- In tre sul Lucky Lady (Lucky Lady), regia di Stanley Donen (1975)
- Nina (A Matter of Time), regia di Vincente Minnelli (1976)
- Quell'ultimo ponte (A Bridge Too Far), regia di Richard Attenborough (1977)
- Superman, regia di Richard Donner (1978)
- 1855 - La prima grande rapina al treno (The First Great Train Robbery), regia di Michael Crichton (1978)
- Tess, regia di Roman Polański (1979) - postumo
- Superman II, regia di Richard Lester (1980) - postumo